# Hypecoum parviflorum
Hypecoum parviflorum är en vallmoväxtart som beskrevs av Grigorij Silych Karelin och Kir.. Hypecoum parviflorum ingår i släktet fjärilsrökar, och familjen vallmoväxter. Inga underarter finns listade i Catalogue of Life.